# イヴァン・ツァンカル
イヴァン・ツァンカル（Ivan Cankar、 発音）（1876年5月10日 - 1918年12月11日）はハプスブルク君主国期スロヴェニアの作家、劇作家、随筆家、詩人で政治活動家。近代スロヴェニア最大の作家とみなされており、フランツ・カフカやジェイムズ・ジョイスに比較されることもある。
スロベニアのユーロ導入まで流通していた1万トラール紙幣に肖像が使用されていた。

## 生涯

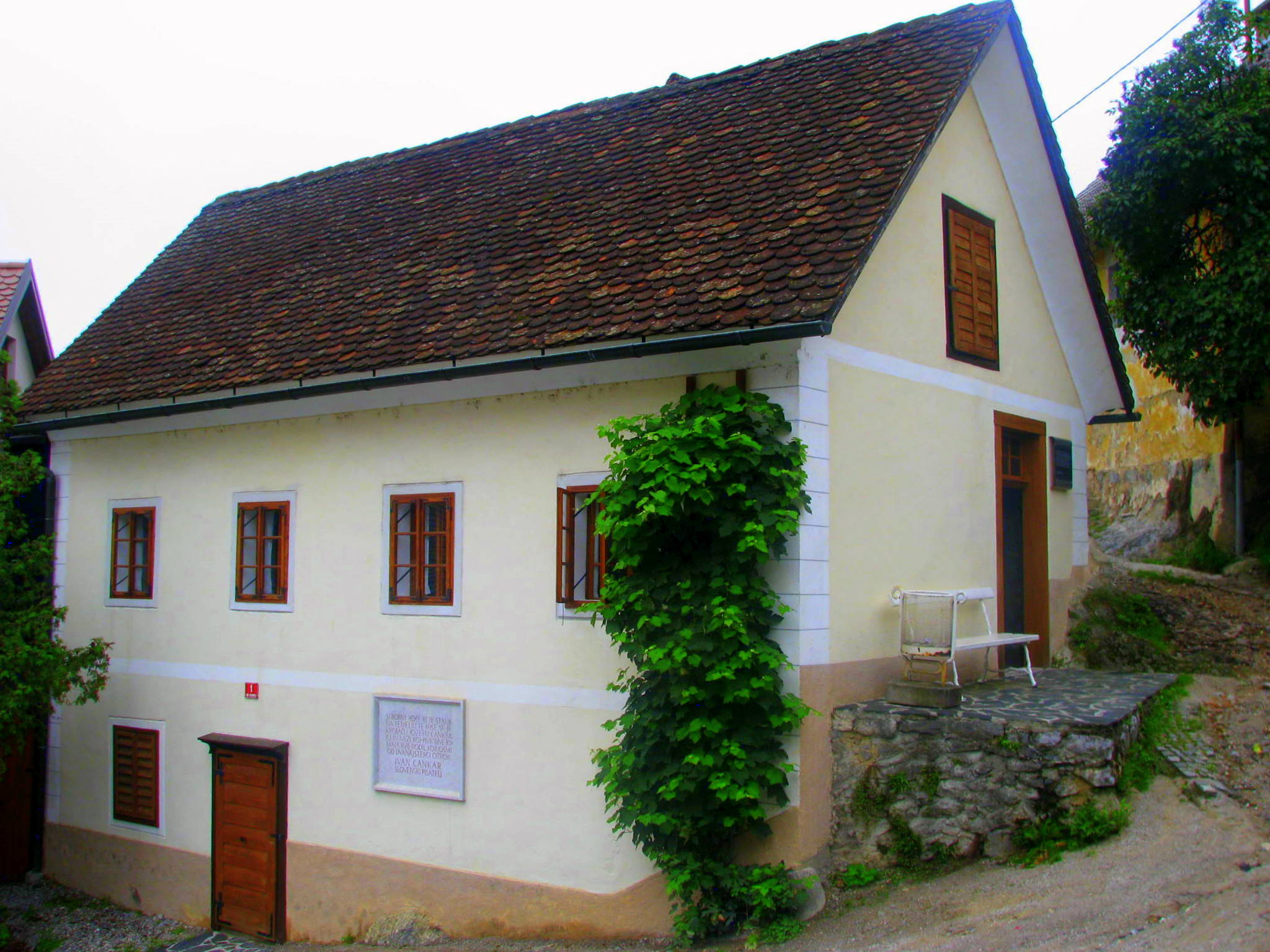
ツァンカルの生まれた家

イヴァン・ツァンカルは、当時オーストリア＝ハンガリー帝国の支配下にあったカルニオラ（現スロヴェニア）でリュブリャナ近郊のヴルフニカに生まれた。たくさんの子供をかかえた貧しい職人の父は、8番目の子であるイヴァンの誕生後まもなくボスニアへ出稼ぎに出た

。
そのため母はひとりで子供たちの養育に心を砕くことになり、そんな母に対して多感な彼は大きな愛情や感謝とともに複雑な負い目を抱くようになった。自己犠牲に富み、従順であることによって抑圧的な母親という人物像は、後のツァンカルの散文にとって最も顕著な特徴のひとつになっている

。
故郷の町で小学校を終えた後はリュブリャナの工業系高等学校（Realka）に進んだ。この高等学校時代に創作を始め、最初はハインリヒ・ハイネやスロヴェニアの国民詩人フランツェ・プレシェーレンなどロマン派の影響の色濃い詩を書いていたが、1893年にアントン・アシュケルツの叙事詩に出会ったことによりロマン派的感傷を離れてリアリズムへ移行し、同時に民族主義や自由主義の政治意識にも目覚めることになった
。
その後1896年に工学専攻でウィーン大学に進んだが、まもなく文学や哲学に熱中してボヘミアン的な奔放な生活に身を投じ、同時代のヨーロッパ文学、中でもデカダン派や象徴主義の影響を貪欲に吸収した。同時にまた、若きスロヴェニア人作家フラン・ゴヴェカル（Fran Govekar）との交友によって実証主義や自然主義にも親しむようになった。
1897年の春にはいったんヴルフニカに帰郷したものの、同年秋に母が亡くなると、一時イストリア半島のプーラへと赴いた。翌1898年にはウィーンに戻り、1909年まで10年あまり滞在した。再びウィーンで暮らし始めると、1899年から労働者の町オッタークリング地区に移り住んだ。この間に彼の世界観や文学観は大きな変化を経験した。以前傾倒したアントン・アシュケルツの詩に対して厳しい批判を公にし、またフラン・ゴヴェカルとも決裂して実証主義や自然主義に別れを告げた。
新たに唯心論や理想主義に傾倒するとともに、キリスト教的行動主義を唱えるスロヴェニア人の司祭ヤネズ・クレックの思想に触れ、しだいに社会主義と政治活動への傾斜を深めていった。しかしキリスト教的社会主義、特にクレック率いるスロヴェニア人民党の教権主義的で保守的な体質になじむことができなかった。1907年、オーストリア議会の第一回普通選挙において、オーストリア・マルクス主義を支持するユーゴスラヴ社会民主党から立候補したが、スロヴェニア人民党の候補に敗れた。
1909年に最終的にウィーンを離れてからは、弟カルロが司祭を務めるサライェヴォに一時身を寄せた後、リュブリャナのロジュニック地区に落ち着いた。相変わらずユーゴスラヴ社会民主党の党員として活動を続けながらも、ユーゴスラヴ国家建設のため南スラヴ人の言語や文化の漸進的融合を目指す党の方針に対し、スロヴェニア語とスロヴェニア文化の自立を図るツァンカルはしだいに違和感を強めていった。
1907年の選挙戦以来自らの政治的主張を訴える文章を多数発表するようになっていた彼は、これ以後、執筆活動のかたわらスロヴェニア各地を精力的に飛び回って講演活動に奔走するようになった。1907年にトリエステで行った講演「スロヴェニア人とスロヴェニア文化」、1913年にリュブリャナで行った講演「スロヴェニア人とユーゴスラヴ人」などが特に有名で、これらの講演によって、南スラヴ人の政治的融合による連合国家の建設を目指しつつ、同時に文化や言語の面では個々の民族の独立性を維持すべきであるという持論を熱烈に訴え続けた

。だが、そのような訴えは当然のことながらオーストリア＝ハンガリー帝国に対する体制批判と見なされ、1913年と1914年の二度にわたって獄中生活を経験することになった。
第一次世界大戦中の1917年にはオーストリア＝ハンガリー軍の兵士として徴兵されたが、まもなく健康上の理由により除隊になった。1918年、大戦終結直後にもトリエステで講演を行い、スロヴェニアの政治や文化の活性化を訴えた。ところが、翌12月に肺炎とスペイン風邪の併発によって生涯を終えた。42歳だった。

## 作品リスト
スロヴェニアおよびヨーロッパ文学史上でのツァンカルは、スロヴェニア語の散文を芸術の域にまで高めた最初の作家として位置づけられる。また東欧・バルカン文学の翻訳家田中一生は「モダニズムを導入してスロベニア現代文学の開祖とな」った、と評している。
ありふれた日常語彙と簡潔な文体によって、繊細な自然の美も複雑な心理の動きも余すところなく描き出すツァンカルの散文は、比類なく力強い効果を生み出している。その作品世界には多くの場合燃えるような怒りが漲っている。しかし人間悪を容赦なくえぐり出す暗鬱な視線の背後には、それでもなお常に人間への限りない愛情が湛えられており、虐げられ苦しむ人々への共感と慈愛、社会の不正を糾弾する熱烈な訴えが自ずから溢れ出している。

### 詩
- Erotika (1899年、1902年第２発行)

### 中・長編小説
- Knjiga za lahkomiselne ljudi (中編集) (1901年)
- Tujci (長編) (1902年)
- Na klancu (長編) (1902年)『丘の上で』
- Ob zori (中編集) (1903)
- Življenje in smrt Petra Novljana (物語) (1903年)
- Gospa Judit (物語) (1904年)『ユディット夫人』
- Hiša Marije Pomočnice (長編) (1904年)『慈悲の聖母病棟』
  - 『慈悲の聖母病棟』（佐々木とも子／イヴァン・ゴドレール訳）成文社、2011年。ISBN 978-4-915730-89-4
- Križ na gori (長編) (1905年)
- Potepuh Marko in kralj Matjaž (物語) (1905年)
- V mesečini (中編集) (1905年)
- Martin Kačur (長編) (1906年)『マルティン・カチュール』
- Polikarp (物語)  (1905年)
- V samoti (物語)  (1905年)
- Nina (長編) (1906年)
- Smrt in pogreb Jakoba Nesreče (物語)  (1906年)
- Aleš iz Razora (物語) (1907)
- Hlapec Jernej in njegova pravica (物語) (1907年)　『使用人イェルネイと彼の正義』
  - 「使用人イェルネイと彼の正義」『イヴァン・ツァンカル作品選』（イヴァン・ゴドレール／佐々木とも子訳）成文社、2008年。ISBN 978-4-915730-65-8
- Marta (長編)  (1907年)
- Novo življenje (長編) (1908年)
- Zgodbe iz doline šentflorjanske (滑稽な物語集) (1908年)
- Kurent (物語) (1909年)
- Sosed Luka (中編) (1909年)
- Za križem(中編集) (1909年)
- Troje povesti (物語集) (1911年)
- Volja in moč (中編集) (1911年)
- Milan in Milena (長編) (1913年)
- Grešnik Lenart (自叙物語)  (1913年/1914年製作；1921年発発表)
- Mimo življenja (中編集) (1920年)
- Grešnik Lenart (物語) (1921年)

### 短編小説
- Vinjete (短編集) (1899年)
- Moje življenje (短編集) (1914年)『わが人生』
- Podobe iz sanj (短編集) (1920年)『夢の光景』

### 戯曲
- Romantične duše  (1897年)
- Jakob Ruda  (1900年)『ヤコブ・ルーダ』
- Za narodov blagor  (1901年)『人民の福利のために』
- Kralj na Betajnovi  (1902年)『ベタイノヴァの王』
- Pohujšanje v dolini šentflorjanski  (1907年)『聖フローリアン谷の醜聞』
- Hlapci  (1910年)『使用人』
- Lepa Vida  (1911年)

　発表年は

から。

### 随筆
- Krpanova kobila  (1907年)
- Bela krizantema  (1910年)